# Weinmannia corocoroensis
Weinmannia corocoroensis là một loài thực vật có hoa trong họ Cunoniaceae. Loài này được J.Bradford & P.E.Berry miêu tả khoa học đầu tiên năm 1995.